# 9950 ESA
إي أس أي (ويعرف أيضًا باسم 9950 إي أس أي وفق تسمية الكوكب الصغير) (بالإنجليزية: ESA)‏ هو كويكب ضمن حزام الكويكبات؛ وترتيبه 9950 من حيث الاكتشاف.
اكتُشف هذا الجُرم الفلكي بواسطة Christian Pollas ‏ في 8 نوفمبر 1990، وأُطلق عليه هذا الاسم نسبةً إلى وكالة الفضاء الأوروبية.

## وصلات خارجية
- 9950 ESA في قاعدة بيانات مختبر الدفع النفاث لأجرام النظام الشمسي الصغيرة

- الاكتشاف · مخطط المدار ·  العناصر المدارية · المعلمات المادية

- 9950 ESA على موقع ويكي سكاي: DSS2, SDSS, GALEX, IRAS, Hydrogen α, X-Ray, Astrophoto, Sky Map, Articles and images